# Anthurium validinervium
Anthurium validinervium är en kallaväxtart som beskrevs av Adolf Engler. Anthurium validinervium ingår i släktet Anthurium och familjen kallaväxter. Inga underarter finns listade.